# Vigdis
Vigdis är ett nordiskt kvinnonamn. Det kommer från fornnordiskans Vígdís, av víg, 'strid, kamp' och dís, 'gudinna, kvinna.'
Vigdis har namnsdag den 15 juni i Norge. I Sverige och Finland saknas namnet i almanackan.

## Berömda bärare
- Vigdís Finnbogadóttir, isländsk president
- Vigdís Grímsdóttir, isländsk författare
- Vigdis Hjorth, norsk författare
- Vigdis Rojahn, norsk tecknare och barnboksförfattare